# Ostrava-město
Ostrava-město (tjeckiska: Okres Ostrava-město) är ett distrikt i Mähren-Schlesien i Tjeckien. Centralort är Ostrava.

## Komplett lista över städer och byar
(städer, köpstäder och byar)
- Čavisov
- Dolní Lhota
- Horní Lhota
- Klimkovice
- Olbramice
- Ostrava
- Stará Ves nad Ondřejnicí
- Šenov
- VáclavoviceVelká Polom
- Vratimov
- Vřesina
- Zbyslavice